# Steffelmühle
Die Steffel- oder Staffelmühle ist eine ehemalige Getreide- und Schneidmühle am Altenkunstadter Mühlbach, einem Nebenarm der Weismain, im heutigen Altenkunstadt.

## Geschichte

### Traditionelle Mühle
Erstmals urkundlich erwähnt wurde die Mühle als „Stevelmuel“ im ältesten Langheimer Urbar des Jahres 1390. Spätestens ab 1450 wurde die Mühle als „Galgengut“ geführt. Der Galgenmüller, auch „Galgengütler“ genannt, hatte neben seiner Tätigkeit als Müller die Aufgabe und Verpflichtung, den Galgen auf dem nahen Galgenberg bei Woffendorf zu betreuen und mit eigenem Material zu unterhalten. Spätestens ab 1586 bis mindestens 1801 teilten sich die Müller der Steffelmühle diese Aufgabe mit den Müllern der Neumühle. Spätestens ab 1801 hatte sich der Name der Mühle zu Wiesenmühle geändert. Der Bamberger Mathematikprofessor und Topografiker Johann Baptist Roppelt beschrieb das Anwesen in diesem Jahr als „eine zwei Stock hohe neu gebaute Mahl-, Schlag- und Schneidmühle, die Staffelmühle oder Galgengut genannt, mit Stadel und zwei unterschlächtigen Wasserrädern“. Infolge wirtschaftlicher Probleme ging die Steffelmühle im März 1852 mit dem Müllermeister Pankratz Tremmel in Konkurs. Damit endete die über 450-jährige Müllertradition auf der Mühle. Der Schneidgang wurde von den Nachbesitzern der Mühle jedoch noch bis kurz nach 1900 weitergeführt.

### Textilfabrik
Am 14. März 1852 erwarb der Tuchscherer Leopold Hofmann die Mühle im Insolvenzverfahren für 7300 Gulden. Die von ihm darin errichtete Spinn- und Tuchfabrik war der erste industrielle Betrieb in Altenkunstadt, so dass die Betriebsgründung den Beginn der Industrialisierung in der Gemeinde darstellte. 1872 erbten Friedrich und Rosalie Hofmann den Betrieb und führten ihn ab 1883 unter dem neuen Namen „Wollspinnerey und Färberwerkstätte“ bis 1909 weiter. Neuer Eigentümer wurde der Selber Fabrikant Silbermann. Dieser verlegte mit Wirkung vom 6. August 1913 den Hauptsitz seines Unternehmens von Hof nach Altenkunstadt und beschäftigte dort sechs Mitarbeiter. Der Grundbucheintrag vom 3. Juli 1914 beschreibt den Betrieb folgendermaßen: „Holzwollefabrik mit Wohn- und Maschinenhaus und angebautem Kesselhaus, Kontorhaus, Kohlenhalle und Schupfe, Holzhof und Wurzgätchen.“ Neben Dampfenergie wurde auch der Mühlbach mit zwei 1906 eingebauten Francis-Turbinen zum Betrieb der Maschinen genutzt, zu denen unter anderem vier Hobelmaschinen gehörten. 1919 beschäftigte der im Volksmund schlicht „Wolln“ genannte Betrieb bereits 19 Mitarbeiter.

### Porzellanfabrik Rothemund & Co. zu Altenkunstadt
Am 9. Mai 1919 funktionierten der Schwiegersohn von Silbermann, der Rehauer Adolf Gelius, und fünf weitere Gesellschafter das Unternehmen zur „Porzellanfabrik Rothemund & Co. zu Altenkunstadt“ um. Im Zuge der Umbaumaßnahmen wurde auf einer kleinen Insel im Bach eine Massemühle gebaut. Ein Spezialbetrieb aus Thiersheim errichtete zwei Rundöfen zum Brennen des Porzellans. Im Februar 1920 begann die Produktion. Das Altenkunstadter Porzellan wurde international schnell bekannt und schon bald  in London, New York, New Orleans, Kairo und auf Malta verkauft. Durch das starke Exportgeschäft gelang es dem Unternehmen mit Fakturierung in Pfund, die Inflation, die zu dieser Zeit in Deutschland herrschte, zu überstehen. In der zweiten Hälfte der 1920er Jahre verschlechterte sich die Auftragslage der Fabrik, so dass sie, zusätzlich von der Weltwirtschaftskrise 1929 stark betroffen, im Jahr darauf die Produktion einstellen musste. Das Konkursverfahren begann 1931.

### Porzellanfabrik Karl Nehmzow
Im Frühjahr 1933 erwarb der gebürtige Altonaer Schiffsbauingenieur Karl Nehmzow die Porzellanfabrik. Vorher war er bereits seit 1927 leitender Direktor der Hochstadter Porzellanfabrik Julius Griesbach. Hergestellt wurden fortan vor allem Steingutwaren wie Keksdosen, Rasierschalen und Sand-Seife-Soda-Behälter. Zusätzlich wurden viele Zubehörteile für Nürnberger und Fürther Metallwarenfabriken produziert. Zudem wurde begonnen, figürliche und kunstgewerbliche Geschenkartikel herzustellen. Diese Nische musste jedoch mit Einsetzen des Zweiten Weltkriegs aufgegeben werden, da Gefäße für Lebensmittel und Salben benötigt wurden. Ebenfalls bedingt durch den Krieg reduzierte sich die Belegschaft von ehemals 40 Mitarbeitern auf weniger als die Hälfte.
Mit Mühe konnte trotz erheblichen Arbeitermangels der Betrieb während der Kriegsjahre aufrechterhalten werden. Als ab Herbst 1945 zum Personalmangel auch noch Materialmangel dazukam, wurde fortan bis zur Währungsreform im Jahr 1948 mit Tonen aus der Umgebung und der ton-, quarz- und feldspathaltigen Bacherde eine Art Großtöpferei betrieben. Im Anschluss daran wurde wieder die traditionelle Porzellanherstellung aufgenommen. Fortan bestand das Sortiment bis in die 1960er Jahre vor allem aus Werbe-Aschenbechern, Spirituosenflaschen und Cremedosen. Nachdem bereits 1946 vereinzelt handgemalte Städtebilder nach alten Vorlagen auf Produktionsgüter gemalt worden waren, begann ab 1960 die Spezialisierung darauf. Nach dem Tod von Karl Nehmzow übernahm 1960 sein Sohn Hartmut den Betrieb, der die Produktion bereits kurz darauf ausschließlich auf Geschenkartikel mit aufgemalten Städtebildern beschränkte. Bis heute ist das Unternehmen mit diesen Städtebildern auf Porzellan international erfolgreich. 2008 feierte es das 75-jährige Betriebsjubiläum.